# Je n'ai pas peur
Je n'ai pas peur (Io non ho paura) est un roman de l'écrivain italien Niccolò Ammaniti paru en 2003.

## Résumé
L'histoire se déroule en été 1978, dans le Sud de l'Italie.
Comme il est difficile de supporter la chaleur de l'été, les adultes restent enfermés dans leur maison toute la journée, en attendant que la température baisse. Seul un groupe d'enfants joue dehors.
Parmi eux, il y a Michele Amitrano, un enfant de 9 ans. Il est le narrateur de l'histoire. Les enfants font des courses à travers les champs et celui qui arrive en dernier, reçoit un gage.
Un jour, Michele arrive dernier, car il a dû aider sa petite sœur Maria qui s'est fait mal à la cheville. Il doit faire une expédition dans une maison abandonnée. Dans la cour de cette dernière, il trouve une trappe, sous laquelle il découvre un enfant enchaîné du même âge que lui.
Il ne dit rien à ses amis et rentre au village avec eux. Mais cette découverte le travaille et il va retourner sur place plusieurs fois. Une fois la barrière de la peur franchie, il va même nouer une amitié avec cet enfant, nommé Filippo.
Petit à petit, Michele découvre que sa famille fait partie des ravisseurs...

## Les personnages
- Michele : c'est un enfant de neuf ans, qui est toujours suivi par sa petite sœur. Il aide l'enfant enlevé, sans penser aux conséquences qu'il pourrait y avoir pour lui et l'enfant. Bien qu'il ait peur, il agit comme une personne responsable et mature. C'est aussi un garçon sensible. Il ne supporte pas l'injustice et la méchanceté du monde dans lequel il vit.
- Maria : c'est la petite sœur de Michele. Elle a cinq ans et est trop petite pour comprendre le mystère qui l'entoure. Du début à la fin du livre, elle ne perçoit pas les changements d'humeur de ses parents. Quand elle entend les adultes se disputer, elle demande à son frère pourquoi ils font du bruit, mais elle se contente toujours de ses réponses.
- Filippo : c'est l'enfant qui a été enlevé. Il est âgé de neuf ans au moment de l'histoire. Il est détenu dans des conditions inhumaines, au milieu de déchets en tout genre. Sa tête est blanche et sale il a les yeux en sang il n'arrive plus à voir la lumière du jour. Ses cheveux blonds sont entremêlées avec de la terre. Au début, il se méfie de Michele, puis après quelque temps, il l'attend avec impatience. Il est prisonnier physiquement, car son corps est devenu faible à force de rester dans un trou et mentalement, car comme il ne voit pas la lumière du jour, il a perdu le sens de la réalité.
- Sergio est le patron des personnes qui ont enlevé Filippo. Il est l'ami du père de Michele, il habite avec eux pendant une partie de l'histoire.

- Salvatore : il est le meilleur ami de Michele mais termine par le trahir en échange d’une leçon de guide de Felice, le grand frère de Teschio. Salvatore est donc un ami comme un autre mais il est radin et trahit pour ses propres intérêts.
- Barbara : elle est la seule fille de la bande d'enfant (en dehors de Maria). Elle se fait maltraiter par Teschio parce qu'elle est un peu rondouillette.
- Teschio: c'est le chef de la bande des enfants,c'est lui qui décide des gages pour ceux qui perdent.
- Anna:C'est la mère de Michele et de Maria elle va les protéger surtout Michele.

## Adaptation au cinéma
Je n'ai pas peur a été adapté au cinéma par Gabriele Salvatores avec le film L'Été où j'ai grandi sorti en 2003.

## Sources
- Niccolò Ammaniti, Io non ho paura, Einaudi, Torino, 2001.